# Antoni Grothus
Antoni Grothus herbu własnego – pisarz grodzki Księstwa Żmudzkiego w 1773 roku, sekretarz Rady Nieustającej w Departamencie Sprawiedliwości, w 1782 roku, członek konfederacji targowickiej w 1792 roku.